# Стріляючі дияволи

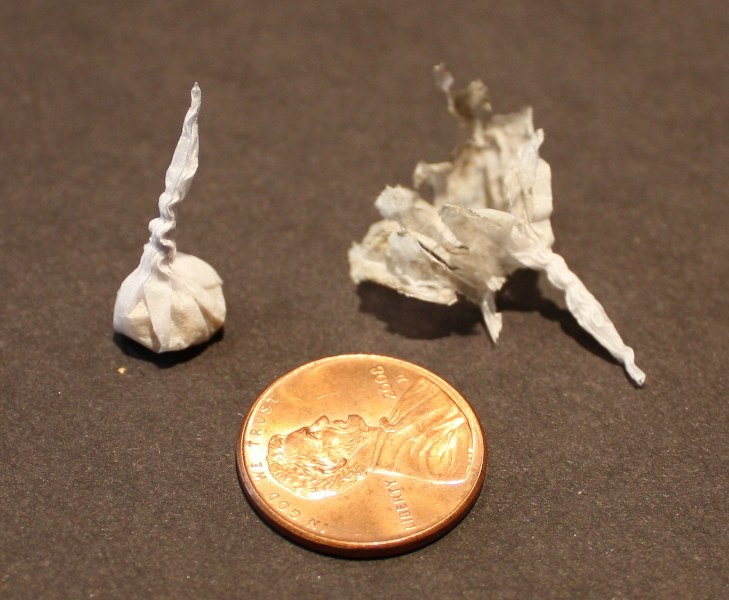
Два професійно виготовлених "стріляючих дияволи", один із яких був використаний.

Стріляючі дияволи (також відомі як «дияволи», «часник»)  — різновид маленьких петард, які продаються як обладнання для жартів. В Україні такі петарди відомі як "часник".

## Склад
Диявол складається з гравію або крупнозернистого піску, просоченого невеликою кількістю (~0,2 міліграма) вибухівки, як правило фульмінату срібла, замотаного в цигарковий папір; форма нагадує часник.  При найменшому фізичному впливі на "часник", він вибухає . Через високе відношення маси гравію до вибухової речовини вибух створює лише чутний тріск надзвукової ударної хвилі.
Дияволи не можуть завдати фізичної шкоди, навіть якщо їх підірвати в руці.  Вибух також не надає великої швидкості залишкам піротехнічного виробу, тому вони зазвичай просто падають на землю, це робить дияволів безпечною для використання дитячою іграшкою, тому вони широко продаються по всьому світу з 1950-х років.  Вони також є популярним елементом святкування Китайського нового року
.

## Виробництво
Дияволи в основному виробляють у Бразилії, Республіці Корея та Китаї. Вони широко доступні в ринкових кіосках, невеликих магазинах іграшок і магазинах, що спеціалізуються на забавах і фокусах.  Дияволів зазвичай упаковують у опилки, щоб запобігти їх вибуху через грубе поводження під час транспортування.